# آيسر
آيسر (بالإنجليزية: Acer)‏ هي شركة تايوانية متخصصة في صناعة وإنتاج الحواسيب وعتادها. تعتبر شركة آيسر من أهم الشركات التايوانية المصنعة للحاسوب، وهي بين أهم 10 شركات تصنيع حواسيب في العالم. ترتيبها بالتحديد: الثاني، ومركزها Hsichih في تايوان. وقد استطاعت في فترة وجيزة أن تكون الشركة رقم 1 في الولايات المتحدة في عالم الحاسوب. ولدى الشركة 80 مكتباً في 38 دولة، ولديها مصانع في الدول الصناعية ويعمل لديها حوالي 15000 موظف، في تايوان ووكلاء في أكثر من 100 دولة، وبلغ مدخولها العام في عام 1994 حوالي 3,2 مليارات دولار، مع ربح صافٍ تجاوز 2.5 ملايين دولار.

## النشأة
تأسست الشركة في العام 1976م. ومؤسسها الرئيسي شخص يدعي ستان شية الذي جمع مع أربعة من زملائه كانوا يسمون أنفسهم - مزارعي الحاسوب - مبلغ 25000 دولار. ستان شية وهو الرئيس الحالي للشركة بدأ حياته المهنية العام 1971 في شركة يونيون اندستيال كوروبويشن وخلال عمله هناك استطاع أن يصمم ويطور آلة حاسبة متطورة.

## التطور
وفي أواخر العام 1972، ساعد في أنشاء كواليترون، حيث كان قائد المجموعة التي اخترعت أول ساعة بشكل قلم. وفي يونيو العام 1976 أسس ستان شيه مع أصدقائه شركة مالتي تيك انترناشيونال كوربوريشن، والتي سميت في ما بعد شركة (إيسر) وتخصصت بصناعة الحواسيب الشخصية، وتحت إدارته استطاعت المبيعات أن تبلغ العام 1996 حوالي 6 مليارات. سوّقت الشركة الحواسيب الشخصية إلى العالم أجمع، ما جعلها الشركة الآسيوية الوحيدة وغير اليابانية التي استطاعت أن تكون بين أول 10 شركات حاسوب في العالم، بعدما بدأت بمبلغ 25000 دولار وخمسة شركاء و11 موظفاً.
أدار ستان شية عام 1978 Micro Processor Training Center حيث درب أكثر من 3000 مهندس من تايوان خلال سنتين كما تم إصدار The Microprocessor Bulletin لنشر علوم وأفكار الحاسوب في تايوان. تم طرح منتجات حاسوب متميزة، وفي العام 1985 تم تأسيس Acer Land وهي عبارة عن سلسلة محلات حاسوب تجاوز عددها المئة. وفي السنة نفسها كانت للشركة فروع في ألمانيا واليابان. ثم تغير اسم الشركة إلى (Acer) عام 1988، وهي كلمة لاتينية متعددة المعاني [ فعل، دقيق ذكي، وقاطع ]، وفي العام نفسه دخلت إيسر سوق الأسهم.

## طموح وإنجاز
كان طموح ستان شيه جارفاً وكان يحب الشهرة ويريد أن يجعل من إيسر أسرع جهاز في العالم. السرعة هي هاجسه الدائم وكل الأبحاث منصبة على جعل الحاسوب أكثر سرعة.و إضافة إلى عمله كرئيس للشركة يشغل مناصب عدة، منها مستشار أساسي في Multi Super Highway Corridor Advisors. وقد أعطى جوائز تقدير لإسهاماته الفعالة في مجال الحاسوب، واحدة منها من Asia Week واختارته مجلة Business Week كواحد من أفضل 25 مديراً في العالم لعام 1995. وقالت عنه: أنه أحد عباقرة آسيا المستثمرين.
ظهرت صورته على أغلفة المجلات الاقتصادية والتجارية كشخصية مرموقة، وقد تم تكريمه من قبل لجنة الأساتذة والطلاب في مدرسة مارشال، وتسلم الجائزة الدولية للتميز الإداري في 1998/1/12. وكان قد تم اختياره من قبل مجلة Executive Digest كأحد أفضل المديرين خلال السنوات الخمس عشرة الأخيرة.
كما أعطته مجلة فايننشال وورلد جائزة International CEO of the year العام 1995. وفي السنة نفسها تم اختياره كأفضل CEO. وتسلم جائزة القدوة وهي جائزة أشخاص يعتبرون قدوة مهمة للآخرين. وكانت المجلة العالمية الشهيرة Fortune قالت عنه انه أحد 25 شخصاً يجب أن تتعرف إليه إذا كنت تريد أن تعقد صفقات في آسيا. وقد استطاع أن يجعل شركته تتخطى شركات يابانية كبرى، وقالت عنه Micro Times أنه يعتبر واحدا ً من 100 شخص الأكثر تأثيراً في تاريخ الولايات المتحدة في مجال نظام المعلومات.
حصل ستان على أوسمة لا تعد وتسميات كثيرة وجوائز عديدة. ستان شية بدأ بداية متواضعة ولكنة أصبح شبة بطل قومي في تايوان فقد أوجد الوظائف لآلاف التايوانيين. ويمنحه هذا الموضوع سعادة غامرة. ومن خلال رغبته في جعل الحاسوب أسرع فأسرع، وفر وقت الناس وجعل التعامل مع الحاسوب أسهل والحصول على أفضل النتائج في وقت أقل.
ستان شيه حكاية نجاح لحافز شخصي خدم الملايين ولا يزال.

## وصلات خارجية
- الموقع الرسمي